# 汀江
汀江位于中华人民共和国福建省西部和广东省东部，是韩江的两条主要源流之一。因流向自北向南，在中国古代天干中南方属“丁”，故汀江古称“丁水”，后“丁”与“水”合为“汀”，取名“汀江”。舊名鄞江。

## 自然概况
汀江发源于福建西部武夷山南段，宁化县治平畲族乡赖家山村以北的木马山北坡，蜿蜒向南流经福建的长汀县、武平县、上杭县、龙岩市永定区和广东大埔县，最后于三河镇三河坝与梅江及梅潭河汇流后形成韩江干流。汀江长323千米，其中福建境内长285千米。流域面积11809平方千米，其中9666平方千米位于福建省境内。支流众多，流域面积大于500平方千米的支流有濯田河、桃兰溪、旧县河、黄潭河、永定河、漳溪河、梅潭河等7条。下游干流建有大型水库棉花滩水库。

## 社会经济
汀江为客家人的母亲河，素有“天下客家第一江”的美称。上游的长汀县客家民系的发祥地，中游的上杭县也是典型的“纯客家县”。
汀江流域水运发达，干支流可同航里程442.5千米。汀江进入上杭县境内后，河面宽阔，水量充沛，两岸多河谷山间盆地，被誉为汀江的“黄金水段”。
汀江发源地宁化治平乡造纸业发达，汀江中游左岸上杭县旧县镇境内的紫金山金铜矿是中国特大型金铜矿山，已探明的金矿储存量达150吨，铜矿储存量在200万吨以上，成为中国采选规模最大、入选品位最低、单位矿石成本最少的黄金矿山，被人们形象地比喻为“铜娃娃戴金帽子”。